# Santi Denia
Santiago Denia Sánchez (Albacete, 9 de marzo de 1974), deportivamente conocido como Santi o Santi Denia, es un entrenador y exjugador internacional de fútbol español. Actualmente dirige al Al-Shahaniya de la Qatar Stars League.
Como futbolista jugaba de defensa central, y perteneció únicamente a dos clubes el Albacete Balompié y el Atlético de Madrid. Fue un futbolista muy importante en ambos clubes, llegando a ser capitán en ambos y participando con los dos tanto en Primera como en Segunda División. Tras su retirada se dedicó a entrenar pasando por las inferiores del club colchonero y llegando a entrenar interinamente al primer equipo. Desde hace más de una década lleva vinculado a la estructura de la Real Federación Española de Fútbol, pasando por diversas categorías formativas, con las cuales ha alcanzado varios títulos a nivel internacional.

## Trayectoria

### Jugador
Santi Denia se formó en las categorías inferiores del Albacete Balompié. La temporada 1992/93, con solo 18 años, dio el salto del juvenil al primer equipo, convirtiéndose en el jugador más joven, esa temporada, en Primera División. A pesar de su juventud, contó con plena confianza del técnico Julián Rubio, que desde el primer momento le dio la titularidad. Su debut en la máxima división tuvo lugar el 6 de septiembre de 1992, en el Estadio Carlos Belmonte, ante el Sevilla FC.
Después de tres años como titular en el eje de la defensa manchega, en julio de 1995 fue traspasado al Atlético de Madrid, junto con el guardameta José Francisco Molina. En su primer año como atlético logró el doblete: Liga y Copa, un éxito sin precedentes en la historia rojiblanca. Santi fue uno de los pilares del histórico equipo: solo se perdió una jornada de liga y disputó íntegramente la final copera ante el FC Barcelona. En 1996, fue uno de los 18 elegidos para representar a España en los Juegos Olímpicos de Atlanta 1996 en las que marcó un gol contra Australia en la fase de grupos.
Por otra parte, vivió también uno de los momentos más amargos de la historia colchonera, la temporada 1999/2000, con el descenso a Segunda División. Santi siguió las dos temporadas que el Atlético jugó en la categoría de plata, aunque fue perdiendo protagonismo con la llegada de nuevos centrales como José Antonio García Calvo o Mirsad Hibić.
La campaña 2002/03 el Atlético de Madrid regresó a la Primera División, aunque la aportación de Santi durante las dos siguientes temporadas fue muy reducida: 25 partidos y un gol. La llegada de defensas como Pablo Ibáñez y Luis Amaranto Perea todavía complicó más sus opciones y la temporada 2004/05 ni siquiera llegó a debutar en liga; por ello, en el mercado de invierno decidió regresar al Albacete Balompié. Tras nueve años y medio, disputó su último partido como rojiblanco el 12 de enero de 2005, en una eliminatoria de Copa en Lorca.
En su regreso a Albacete recuperó la titularidad, pero vivió un nuevo descenso al término de la temporada. A pesar de perder la categoría, siguió como capitán de los manchegos en Segunda División. El verano de 2006, rechazando ofertas de la liga estadounidense, renovó un año más con el Albacete. Sin embargo, en la temporada 2006/07 su aportación al equipo fue prácticamente testimonial, ya que solo jugó cinco partidos, a causa de una lesión, lo que llevó a la retirada al finalizar la campaña.

#### Selección nacional
Santi fue internacional en dos ocasiones con la Selección Española, durante la etapa al frente del conjunto nacional de Javier Clemente. La relación de partidos disputados con la selección absoluta es la siguiente:
| Fecha      | Competición                        | Estadio    | Ciudad | Partido | Partido | Partido     |
| ---------- | ---------------------------------- | ---------- | ------ | ------- | ------- | ----------- |
| 11/10/1997 | Clasificación Mundial Francia 1998 | El Molinón | Gijón  | España  | 3:1     | Islas Feroe |
| 25/03/1998 | Amistoso                           | Balaídos   | Vigo   | España  | 4:0     | Suecia      |

### Entrenador
Tras colgar las botas, rechazó una oferta para seguir en Albacete como segundo entrenador y se incorporó a la dirección deportiva del Atlético de Madrid, según un acuerdo que tenía firmado al abandonar el club rojiblanco.
En febrero de 2009 fue designado segundo del técnico Abel Resino. El 23 de octubre de 2009, tras el cese de Abel, fue nombrado máximo responsable técnico del Atlético de forma interina, dirigiendo al equipo en un único partido, el disputado en Liga ante el RCD Mallorca en el Estadio Vicente Calderón que finalizó con empate a uno.
En julio de 2010 se hizo cargo de la Selección Española Sub-17 hasta 2018, que ascendió para pasar a entrenar a la Selección española sub-19. En diciembre de 2022, Santi Denia fue ascendido a la Selección Española Sub-21 en sustitución de Luis de la Fuente, el cual fue promocionado a la selección absoluta.
En agosto de 2024, como entrenador de la selección olímpica española, consiguió la medalla de oro en los Juegos Olímpicos de París 2024, siendo la segunda vez en que el combinado ibérico se alzaba con el galardón, tras el conseguido en los Juegos Olímpicos de Barcelona 1992 por el equipo dirigido por Vicente Miera. En junio de 2025, se anunció su salida como entrenador en la RFEF.
El 26 de junio de 2025, fue oficializado al frente del Al-Shahaniya.

## Clubes

### Jugador
| Albacete Balompié · España | 1.ª           | 1992-93       | 33  | 0  | 7  | 0 | —  | — | 40  | 0  |
| Albacete Balompié · España | 1.ª           | 1993-94       | 34  | 0  | 0  | 0 | —  | — | 34  | 0  |
| Albacete Balompié · España | 1.ª           | 1994-95       | 35  | 2  | 8  | 0 | —  | — | 43  | 2  |
| Atlético de Madrid · España | 1.ª           | 1995-96       | 37  | 0  | 11 | 0 | —  | — | 48  | 0  |
| Atlético de Madrid · España | 1.ª           | 1996-97       | 37  | 2  | 5  | 0 | 7  | 0 | 49  | 2  |
| Atlético de Madrid · España | 1.ª           | 1997-98       | 33  | 3  | 2  | 0 | 8  | 1 | 43  | 4  |
| Atlético de Madrid · España | 1.ª           | 1998-99       | 30  | 0  | 6  | 0 | 8  | 1 | 44  | 1  |
| Atlético de Madrid · España | 1.ª           | 1999-00       | 28  | 0  | 7  | 0 | 5  | 0 | 40  | 0  |
| Atlético de Madrid · España | 2.ª           | 2000-01       | 23  | 0  | 4  | 0 | —  | — | 27  | 0  |
| Atlético de Madrid · España | 2.ª           | 2001-02       | 15  | 1  | 0  | 0 | —  | — | 15  | 1  |
| Atlético de Madrid · España | 1.ª           | 2002-03       | 8   | 1  | 3  | 0 | —  | — | 11  | 1  |
| Atlético de Madrid · España | 1.ª           | 2003-04       | 14  | 0  | 4  | 0 | —  | — | 18  | 0  |
| Atlético de Madrid · España | 1.ª           | 2004-05       | 0   | 0  | 2  | 0 | 1  | 0 | 3   | 0  |
| Atlético de Madrid · España | Total club    | Total club    | 225 | 7  | 44 | 0 | 29 | 2 | 298 | 9  |
| Albacete Balompié · España | 1.ª           | 2004-05       | 12  | 0  | 0  | 0 | —  | — | 12  | 0  |
| Albacete Balompié · España | 2.ª           | 2005-06       | 21  | 0  | 1  | 0 | —  | — | 22  | 0  |
| Albacete Balompié · España | 2.ª           | 2006-07       | 5   | 1  | 0  | 0 | —  | — | 5   | 1  |
| Albacete Balompié · España | Total club    | Total club    | 140 | 3  | 16 | 0 | 0  | 0 | 156 | 3  |
| Total carrera | Total carrera | Total carrera | 365 | 10 | 60 | 0 | 29 | 2 | 454 | 12 |
| (1) Incluye datos de Copa del Rey (1992-2006); Supercopa de España (1996-1997). (2) Incluye datos de Copa de Europa (1996-1997); Copa de la UEFA (1997-2000); Copa Intertoto de la UEFA (2004-2005). |               |               |     |    |    |   |    |   |     |    |

### Como entrenador
| Club                      | Categoría          | País   | Año           |
| ------------------------- | ------------------ | ------ | ------------- |
| Atlético de Madrid        | Primera División   | España | 2009          |
| Selección española sub-17 | Selección juvenil  | España | 2010-2018     |
| Selección española sub-19 | Selección juvenil  | España | 2018-2022     |
| Selección española sub-21 | Selección juvenil  | España | 2022-2025     |
| Al-Shahaniya              | Qatar Stars League | Catar  | 2025-presente |

## Palmarés

### Jugador

#### Torneos nacionales
| Título                     | Club               | País   | Año  |
| -------------------------- | ------------------ | ------ | ---- |
| Primera División de España | Atlético de Madrid | España | 1996 |
| Copa del Rey               | Atlético de Madrid | España | 1996 |

### Entrenador

#### Torneos internacionales
| Título           | Equipo                       | Sede    | Año  |
| ---------------- | ---------------------------- | ------- | ---- |
| Eurocopa Sub-17  | España                       | Croacia | 2017 |
| Eurocopa Sub-19  | España                       | Armenia | 2019 |
| Juegos Olímpicos | Selección de España (sub-23) | París   | 2024 |